# Futenma
Futenma (anglicky Marine Corps Air Station Futenma, tedy doslova Letecká základna námořní pěchoty Futenma, ICAO:ROTM) je letecká základna námořní pěchoty Spojených států amerických ležící na ostrově Okinawa 9,3 kilometru na severovýchod od Nahy. Funguje od roku 1945, kdy vznikla po bitvě o Okinawu, když byl ostrov obsazen Spojenými státy americkými.
Na základně je jediná vzletová a přistávací dráha o délce 2740 metrů a šířce 45 metrů s asfaltovo-betonovým povrchem a orientací 06/24.
Umístění základny v hustě osídlené oblasti je předmětem sporů mezi místními obyvateli, japonskou vládou a americkou vládou. Začátkem června 2010 například rezignoval japonský premiér Jukio Hatojama, když pobouřil veřejné mínění tím, že místo aby splnil předvolební slib, že domluví přesunutí základny zcela mimo ostrov Okinawa, domluvil s Barackem Obamou přesunutí základny jen do řidčeji osídlené části ostrova.